# Тринадесетгодишна война
Тринадесетгодишната война (на немски: Dreizehnjährige Krieg; Preußischer Städtekrieg, на полски: Wojna trzynastoletnia) е военен конфликт между Полското кралство и Прусия от една страна и Тевтонския орден от друга. Войната трае от 1454 до 1466 година и завършва с победа на Прусия и Полша.

## Ход на войната
Войната започва първо в Държавата на Тевтонския орден като вътрешен конфликт между пруските съсловия и хохмайстора на Тевтонския орден. Пруският съюз, образуван през 1440 г., се отказва през 1454 г. от клетвата към хохмайстора и се съюзява с Кралство Полша против владетелството на Тевтонския орден в Прусия.
Войната завършва с Торунския мир от 19 октомври 1466 година, съгласно който Полша възвръща част от земите си и получава излаз на Балтийско море. Тевтонският орден се признава за полски васал.